# Liste des évêques d'Adria-Rovigo
Cette liste recense les évêques qui se sont succédé sur le siège d'Adria puis sur le siège de Rovigo à partir de 1909 par décision de la Congrégation des évêques. Le 30 septembre 1986, le diocèse prend son actuel de diocèse d'Adria-Rovigo.

## Évêques
- Bienheureux Gallinostio (mentionné en 649)
- Bono (VIIe siècle ou VIIIe siècle)
- Giovanni Ier (VIIe siècle ou VIIIe siècle)
- Leone  (mentionné en 861 o 863)
- Teodino † (mentionné en 877)
- Paolo (mentionné en 920)
- Giovanni II (938-948)
- Geminio (mentionné en 952)
- Astolfo (967-992)
- Alberico (mentionné en 1001)
- Pietro Ier (1003-1017)
- Benedetto (1050-1055)
- Atto da Milano (mentionné en 1067)
- Uberto (mentionné en 1071)
- Pietro II da Foligno (1073-1091)
- Giacomo I da Firenze (1091-1104)
- Isacco I (1104-1115)
- Pietro Michieli (1116-?)
- Gregorio III (1125-1138)
- Florio Ier (1138-?)
- Gregorio II (1140-1154)
- Guiscardo (mentionné en 1158)
- Vitale da Milano (1160-1162)
- Gabriele (1168-1179)
- Giovanni III (mentionné en 1184)
- Isacco II (1186-1198)
- Pietro IV (1203-1207)
- Rolando Sabatino (1210-1233)
- Guglielmo d'Este (1240-1257)
- Florio II (1258-1267)
- Giacomo II (1270-1274)
- Pellegrino Ier (1277-1280)
- Ottolino, O.S.B.Cam (1280-1284)
- Bonifacio Ier (1285-1286)
- Bonazonta, O.P (1288-1306)
- Giovanni IV, O.F.M (1308-1317)
- Egidio (1317-?)
- Salione Buzzacarino (1318-1327)
- Esuperanzio Lambertazzi (1327-1329), nommé évêque de Cervia
- Benvenuto, O.P (1329-1348)
- Bienheureux Aldobrandino d'Este (1348-1353), nommé évêque de Modène
- Giovanni da Siena, O.F.M.Conv (1353-?)
- Antonio Contarini (1384-1386)
  - Rolandino (mentionné en 1390)
- Ugo Roberti (1386-1392), nommé évêque de Padoue
- Giovanni Enselmini (1392-1404)
- Giacomo Bertucci degli Obizzi (1404-1440)
  - Mainardino Contrari (1409-1410), anti-évêque
- Giovanni degli Obizzi (1442-1444)
- Bartolomeo Roverella (1444-1445), nommé archevêque de Ravenne
- Giacomo degli Oratori (1445-1446)
- Biagio Novelli (1447-1465)
- Tito Novelli (1465-1487)
- Nicolò Maria d'Este (1487-1507)
- Beltrame Costabili (1507-1519)
  - Francesco Pisani (1519-1519), administrateur apostolique
- Ercole Rangoni (1519-1520), nommé évêque de Modène
  - Ercole Rangoni (1520-1524), administrateur apostolique
- Giambattista Bragadin (1524-1528)
  - Giovanni Domenico De Cupis (1528-1553), administrateur apostolique
  - Sebastiano Antonio Pighini (1553-1554), administrateur apostolique
- Giulio Canani (1554-1591), nommé évêque de Modène
- Lorenzo Laureti, O.Carm (1591-1598)
- Girolamo di Porcia (1598-1612)
- Ludovico Sarego (1612-1622)
- Ubertino Papafava (1623-1631)
- Germanico Mantica (1633-1639)
- Giovanni Paolo Savio (1639-1650)
- Giovanni Battista Brescia (1651-1655), nommé évêque de Vicence
- Bonifacio Agliardi, C.R (1656-1666)
- Tommaso Retano, C.R.L (1667-1677)
- Carlo Labia, C.R (1677-1701)
- Filippo della Torre (1702-1717)
- Antonio Vaira (1717-1732)
- Giovanni Soffietti, C.R.M (1733-1747)
- Pietro Maria Trevisan Suarez (1747-1750)
- Pellegrino Ferri (1750-1757)
- Giovanni Francesco Mora, C.O (1758-1766)
- Arnaldo Speroni degli Alvarotti, O.S.B (1766-1800)
  - Siège vacant (1800-1807)
- Federico Maria Molin (1807-1819)
- Carlo Pio Ravasi, O.S.B (1821-1833)
- Antonio Maria Calcagno (1834-1841)
- Bernardo Antonino Squarcina, O.P (1842-1851)
- Giacomo Bignotti (1852-1857)
- Camillo Benzon (1858-1866)
- Pietro Colli (1867-1868)
  - Siège vacant (1868-1871)
- Emmanuele Kaubeck (1871-1877)
- Giovanni Maria Berengo (1877-1879), nommé évêque de Mantoue
- Giuseppe Apollonio (1879-1882), nommé évêque de Trévise
- Antonio Polin (1882-1908)
- Tommaso Pio Boggiani, O.P (1908-1912), nommé nonce apostolique au Mexique
- Anselmo Rizzi (1913-1934)
  - Siège vacant (1934-1936)
- Guido Maria Mazzocco (1936-1968)
- Giovanni Mocellini (1969-1977)
- Giovanni Maria Sartori (1977-1987), nommé archevêque de Trente
- Martino Gomiero (1988-2000)
- Andrea Bruno Mazzocato (2000-2003), nommé évêque de Trévise
- Lucio Soravito De Franceschi (2004-2015)
- Pierantonio Pavanello (2015- )

## Sources
- http://www.catholic-hierarchy.org